# Nižný Žipov
Nižný Žipov és un poble i municipi d'Eslovàquia. Es troba a la regió de Košice, a l'est del país.

## Història
La primera referència escrita de la vila data del 1221.

## Demografia
| Godina             | 1994 | 2004    | 2014    | 2024   |
| ------------------ | ---- | ------- | ------- | ------ |
| Nombre de persones | 1193 | 1350    | 1503    | 1496   |
| Diferència         |      | +13,16% | +11,33% | −0,46% |

| Godina             | 2023 | 2024   |
| ------------------ | ---- | ------ |
| Nombre de persones | 1477 | 1496   |
| Diferència         |      | +1,28% |